# Histoire des jardins botaniques

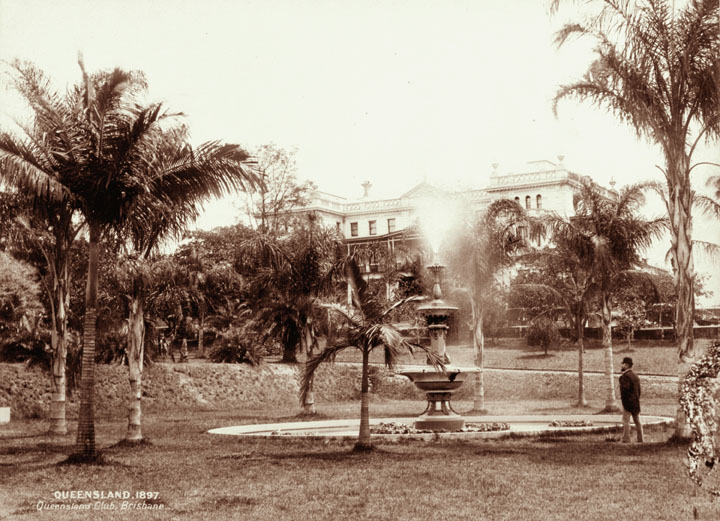
Jardin botanique de Brisbane en 1897

De tous temps, et sur presque tous les continents, les hommes se sont constitué des collections de végétaux plus ou moins vastes, pour des raisons diverses. Cet article résume les différentes étapes de l'histoire de ces jardins botaniques.

## Origine et évolution des jardins botaniques
Il existe plusieurs aspirations qui ont toujours stimulé l'Homme de voyager loin : la recherche d'or et de matières précieuses, d'épices et de drogues ou médicaments. Ce sont à deux de ces besoins universels de l'Homme que remontent l'origine et la fondation des Jardins botaniques. La valeur des épices a conduit à la fondation de plusieurs jardins botaniques dans les régions tropicales, alors que l'instauration des jardins botaniques les plus anciens en Europe devrait être attribuée au besoin de médicaments tirés à partir de substances thérapeutiques extraites des plantes médicinales.
L'origine du concept de jardin similaire au Jardin botanique actuel est discutée par plusieurs auteurs, mais en général, on peut la faire remonter à l'époque de l'Antiquité : du « Jardin botanique » de Karnak du pharaon égyptien Thoutmôsis III, à la collecte des plantes médicinales pendant l'époque athénienne (par exemple Théophraste au IVe siècle avant notre ère) ou l'époque romaine (jardin enclos, désigné sous le nom d’hortus conclusus).
Dans les débuts du Nouvel Empire égyptien, la reine Hatchepsout décida d'envoyer des expéditions commerciales vers le mystérieux pays de Pount, probablement l'actuelle Somalie. Les expéditions permirent de rapporter de précieux aromates, l'encens et la myrrhe, mais aussi les arbres qui produisent ces résines, des Boswellias et des Balsamiers ou Baumiers, qui furent plantés dans les jardins de son temple à Deir el-Bahari.
Le jardin le plus ancien, dont une représentation est connue, est le Jardin royal de Thoutmôsis III, qui a été conçu par Nekht, jardinier en chef des jardins attachés au temple de Karnak. Malgré la beauté de ces jardins, on pense que leur importance est due à des raisons économiques.
Toutefois, on peut considérer que les Chinois étaient les véritables inventeurs de la notion de jardin botanique, car des documents anciens prouvent que des collectionneurs de plantes ont été envoyés dans des parties lointaines d'où ils ont rapporté des plantes qui étaient cultivées pour leur valeur économique ou médicinale.
Il est supposé que le légendaire empereur Shen Nung (c. XXVIIIe siècle) a testé les qualités médicinales des plantes pour la guérison des maladies. Si cela est bien correct, c'est une répétition de l'histoire qui a mené à la fondation au IXe siècle des jardins monastiques.
Le Moyen Âge est considéré par beaucoup comme « l'âge des ténèbres », il en va de même à l'égard de l'avancement des connaissances scientifiques. Toutefois, en ce qui concerne les sciences biologiques, il y a eu des petites avancées. Beaucoup de lecteurs et d'étudiants en médecine commencent aussi à orienter leurs travaux dans le domaine de la botanique.
Durant le XIIIe siècle, Albertus Magnus (v. 1200-1280) écrit le traité De Vegetabilis et Plantis. Cet auteur a donné une importance particulière à la reproduction et la sexualité des plantes. Comme Roger Bacon (1214-1294), son contemporain, Albert le Grand a intensivement étudié la nature, en utilisant de manière poussée la méthode expérimentale. En termes d'étude de la botanique, ses œuvres sont comparables en importance à celles de Théophraste. La première description d'un jardin médiéval ornemental se trouve dans un chapitre de l'ouvrage intitulé De Vegetabilis et Plantis, d'Albert le Grand, écrit vers 1260.
Au Moyen-Âge d'abord, puis à la Renaissance, s'est répandue la culture des plantes médicinales dans les Horti sanitatis situés dans les monastères et dans les écoles de médecine et de pharmacie de l'Université. Le premier jardin botanique, dans le monde occidental, est probablement né à Salerne sous la conduite de Matthaeus Silvaticus (1285-1342), un médecin éminent de l'École de médecine de Salerne, au XIVe siècle. Il s'est distingué comme un fin connaisseur des plantes pour la production de médicaments. Dans son Jardin des simples, le « Jardin de Minerve », ont d'abord été cultivées et classées une grande quantité de plantes et d'herbes, pour étudier à des fins scientifiques leurs propriétés thérapeutiques et médicinales.
La flore locale, jusque-là méconnue, devient un objet d'étude pour la découverte de nouvelles espèces de plantes. L'intérêt pour la représentation fidèle des plantes médicinales a introduit un nouveau concept de littérature accompagné d'une collection iconographique de plantes (hortus pictus). Le traité De Materia Medica de Dioscoride (v. 40-90 ap. J.-C.) a été la principale source d'information du Ier siècle jusqu'au XVIIe siècle et a inspiré fondamentalement la Renaissance. Otto Brunfels (1489-1534) a écrit le premier Herbarum vivae eicones, qui décrit les plantes et inclut leur représentation. Leonhart Fuchs (1501-1566), contemporain d'Otto Brunfels, écrit De historia stirpium, décrivant et illustrant quelque cinq cents plantes appartenant à la flore allemande.
Fuchs est également crédité comme le fondateur du premier jardin botanique allemand.
Dans toute l'Europe, l'étude de l'œuvre de Dioscoride a suscité le même intérêt que pour Otto Brunfels et Leonhart Fuchs. Aussi en Angleterre, William Turner (1508-1568) et John Gerard (1545-1612) ont écrit des ouvrages sur la botanique. Également les Français Jacques Daléchamps (1513-1588) et Mathieu de l'Obel (1538-1616) ont apporté leur contribution à l'apparition d'ouvrages sur la botanique. Par l'impulsion de ces savants, tous les ingrédients nécessaires à la croissance importante de la botanique ont été réunis. Le développement des jardins botaniques et des disciplines universitaires consacrées à son enseignement était une conséquence naturelle de ce mouvement.
L'Italie, qui déjà à la Renaissance, avec l'apparition et la propagation du jardin à l'italienne, avait joué un rôle central dans l'histoire de l'art des jardins, fut, au cours du XVIe siècle, le berceau d'un regain d'intérêt pour l'observation naturaliste et la classification des plantes. Le Sénat de la république de Venise crée en 1525 le premier jardin exclusivement consacré à la botanique. En 1533, dans la ville de Padoue, apparaissent le premier professeur de botanique, Francesco Bonafede (1474-1558), et la première chaire de botanique dédiée à un enseignement sur les simples – Lectura Simplicium. Avec la fondation de chaires de botanique dans les universités italiennes alors s'est ajoutée, au milieu du XVIe siècle, une exigence académique pour l'enseignement destiné aux étudiants de l'Université, ce qui a conduit à la naissance et à l'aménagement des premiers jardins botaniques universitaires. Le premier jardin botanique universitaire semble avoir été le Jardin botanique de Pise, fondé en 1544 par Luca Ghini (1490-1560) à l'Université de Pise grâce à l'appui du grand-duc de Toscane Cosme Ier de Médicis. Des jardins similaires vont suivre, le Jardin botanique de Padoue – le plus ancien encore existant – en Juin 1545, celui de Florence en Décembre 1545 et celui de Bologne, dû à Aldrovandi (1522-1605), en 1568.
Dans le reste de l'Europe, on assiste à la floraison d'une multitude de jardins botaniques dont les plus célèbres ont été ceux de Leyde, Leipzig, Bâle, Montpellier et Paris.
Les grandes villes commerçantes du Nord de l'Europe installent elles aussi les leurs.
Des jardins botaniques voient le jour à Hambourg en 1540, Zurich en 1560, Cassel en 1567, Vienne en 1573, Berlin en 1573, Gottingen en 1576, Leipzig en 1580, Koenisberg en 1581, Iéna en 1586, Breslau en 1587, Bâle en 1589, Fronecker en 1589, Leyde en 1590, Heidelberg en 1593, Copenhague en 1600, Giessen en 1609, Strasbourg en 1619, Fribourg en 1620, Oxford en 1621, Amsterdam en 1638, Upsala en 1655, Hanovre en 1666, Kiel en 1669, Édimbourg en 1670, Berlin en 1679...
L'aristocratie participe également à ce mouvement de connaissance botanique. Souverains et princes soutiennent les initiatives des savants pour la création des jardins botaniques.
Certains monarques ont leur propre jardin qu'ils confient à des médecins spécialisés dans l'étude des plantes médicinales ou à des botanistes.
Dans le royaume de France, le premier jardin botanique est celui de Montpellier, fondé par Pierre Richer de Belleval (v. 1564-1632), en 1593 sous l'impulsion de Henri IV, puis vient celui de Paris avec le « Jardin du Roy », créé entre 1626 et 1635 selon la volonté de Louis XIII par Guy de la Brosse (v. 1586-1641), médecin du roi. Il est officiellement inauguré en 1640. Il a pour vocation, comme l'indique son nom Jardin royal des plantes médicinales, de cultiver uniquement des plantes médicinales.
Comme mentionné précédemment, ces jardins botaniques, appelés hortus medicus, hortus academicus ou jardins des plantes médicinales, ont émergé afin d'aider l'enseignement des matières médicales et de fournir les apothicaires. Lors de leur expansion géographique en Europe, ils ont été utilisés pour l'étude botanique de nouvelles espèces de plantes exotiques. À la différence des Jardins des simples, déjà largement répandus au Moyen Âge et destinés à la culture des plantes médicinales, les nouveaux jardins botaniques étendaient leurs collections à tous les types de plantes, les espèces autochtones aussi bien que celles provenant de pays lointains. Leur importance fut notable pour permettre l'étude et la fourniture aux herboristeries d'espèces locales dûment contrôlées, et plus tard pour l'étude et l'acclimatation des espèces exotiques du Nouveau Monde.
Toutefois, pour des raisons saisonnières, climatiques ou géographiques, il était impossible d'avoir en permanence des plantes vivantes à étudier. Pour résoudre ce problème, est devenue courante l'utilisation de l'herborisation, une technique connue depuis le XIVe siècle, mais très répandue depuis les années 1530 et quelques années plus tard à partir du Jardin des simples de Pise. L'Herbier constitué de plantes séchées est alors baptisé du nom d’hortus siccus ou jardin sec.
L'évolution des Jardins botaniques a été simultanée et indissociable de l'évolution des Herbiers. La nécessité d'étudier la flore naturelle a suivi l'évolution des techniques d'herborisation et la collecte d'espèces pour l'Herbier, d'abord dans une première phase sous forme de livre avec des indications thérapeutiques, puis dans une phase plus récente sous la forme organisée d'espèces végétales correctement décrites et conservées, qui à son tour a conduit à un besoin constant d'obtenir des espèces de plantes vivantes qui pouvaient être observées tout au long de l'année et ainsi être maintenues et cultivées en jardin.
Historiquement, cinq grandes missions (scientifique, éducative, récréative, civique et économique) sont dévolues aux jardins botaniques,.
Les jardins botaniques sont vite devenus non seulement des lieux d'études, de formation scientifique, d'essais et d'enseignement, mais aussi des lieux de recherche et de diffusion des connaissances, ainsi que des centres de référence importants pour les activités économiques et commerciales.

## Chronologie de l'apparition des jardins botaniques

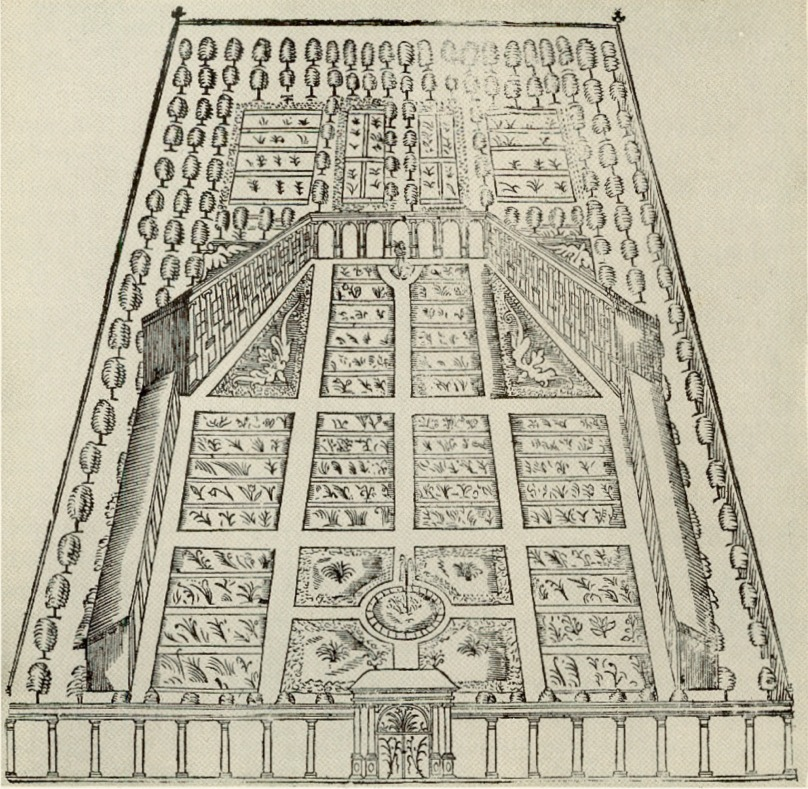
Plan primitif du Jardin de Linné (1707-1778), à Uppsala, en 1675.

### XVIesiècle
- 1535 : Leonhart Fuchs est le fondateur à Tübingen du premier jardin botanique allemand.
- 1544 : Luca Ghini fonde le Jardin botanique de Pise.
- 1545 : Fondation du Jardin botanique de Padoue et du Jardin des simples de Florence.
- 1567 : Création du Jardin botanique de Valence pour étudier les plantes médicinales à Valence.
- 1568 : Ulisse Aldrovandi crée un jardin botanique à Bologne.
- 1578 : Jean Bauhin crée un jardin botanique à Montbéliard, les Grands Jardins, pour le duc de Wurtemberg.
- 1589 : Le Jardin botanique de Bâle fut créé en tant qu'équipement universitaire.
- 1590 : L'Université de Leyde est autorisée par le bourgmestre de la ville à établir un hortus academicus, Hortus Botanicus Leiden, à la direction duquel est nommé Carolus Clusius (1526-1609).
- 1593 : Henri IV confie à Pierre Richer de Belleval, professeur de botanique et d'anatomie de Montpellier, la création d'un Jardin Royal, le jardin des plantes de Montpellier, inspiré de celui de Padoue.
- 1593 : Henricus Smetius (1537-1614), professeur de médecine, crée un hortus medicus à l'Université de Heidelberg, le Jardin botanique de Heidelberg.

### XVIIesiècle
- 1600 : Fondation de l’Hortus Medicus de Copenhague.
- 1619 : Le Jardin botanique de l'université de Strasbourg est créé par l'Académie protestante dans le quartier de la Krutenau par Johann Rudolph Salzmann (1574-1656), professeur de médecine.
- 1621 : Fondation du Jardin botanique de l'université d'Oxford.
- 1626 : Jean Héroard (1551-1628) et Guy de La Brosse (v. 1586-1641) obtiennent des lettres patentes de Louis XIII les autorisant à acheter, au nom du roi, un terrain à Paris afin d'y fonder un Jardin royal des herbes médicinales.
- 1629 : Un premier jardin précurseur du Jardin botanique de Bordeaux est créé, à la demande de l'École de médecine, sous la forme d'un « Jardin des simples » où sont proposées des herborisations à usage des apothicaires au cours de leur formation.
- 1635 : Publication de l'édit instituant la création du Jardin des plantes, à Paris, avec le nom de Jardin royal des plantes médicinales.
- 1638 : Le Jardin botanique d'Amsterdam voit le jour sous le nom d’Hortus Medicus où sont cultivées les herbes médicinales destinées aux médecins et aux apothicaires.
- 1655 : Olaus Rudbeck, professeur de médecine à l'Université d'Uppsala, a commencé à planter ce qui deviendra au XVIIIe siècle le Jardin botanique de Linné à Uppsala.
- 1673 : Le Jardin botanique de Chelsea est établi sous le nom de Apothecaries’ Garden à Chelsea, un quartier de Londres.
- 1687 : Un jardin précurseur du Jardin des plantes de Nantes est créé sous le nom de « Jardin des apothicaires » auxquels il est confié.

### XVIIIesiècle
- 1718 : Le « Jardin du Roy », situé à Paris, devient le Jardin royal des plantes, un véritable établissement d'étude des végétaux et non plus seulement des espèces à valeurs médicales.
- 1728 : Le plus ancien jardin botanique nord-américain encore existant, le Bartram's Garden, est créé à Philadelphie (en Pennsylvanie).
- 1735 : Le premier jardin botanique tropical naît à Pamplemousses, sur l'Île Maurice.
- 1736 : Le Jardin botanique de l'Université de Göttingen est fondé par Albrecht von Haller (1708-1777).
- 1755 : Fondation du Jardin botanique royal de Madrid par ordre du roi Ferdinand VI d'Espagne.
- 1759 : Fondation des Jardins botaniques royaux de Kew à Londres.
- 1768 : Le Jardin botanique d'Ajuda a commencé à être construit à Lisbonne.
- 1772 : Création du Jardin botanique de Coimbra, motivée par la réforme de l'Université.
- 1779 : L’Accademia dei Regi Studi de Palerme institue une chaire de « Botanique et Matière médicale », qui attribue des terres à la plantation d'un jardin botanique, le Jardin botanique de Palerme.
- 1788 : Fondation par le roi illustre et absolu Carlos III d'Espagne du Jardin d'acclimatation de La Orotava, à Tenerife, une des Îles Canaries.
- 1793 : Fondation du Muséum national d'histoire naturelle qui succède en tant qu'institution scientifique au « Jardin du Roy » devenu Jardin national des plantes.

### XIXesiècle
- 1826 : Jardin botanique de Bruxelles.
- 1840 : Les Jardins de Kew, à Londres, sont reconnus sous l'appellation officielle de « Jardins botaniques nationaux » et réorganisés sous la direction de William Hooker (1785-1865).
- 1859 : Le Missouri Botanical Garden à Saint-Louis est ouvert au public par son fondateur, un émigrant anglais nommé Henry Shaw (1800-1889).
- 1884 : Le Jardin botanique de l'université de Strasbourg est installé à son emplacement actuel, lors de la création de l'Université impériale allemande par Guillaume Ier.